# 토해선
토해선(土海線)은 경기도 개풍군 토성역(土城驛)과 황해도 해주시 해주역을 이었던 81.7km의 철도 노선이다. 1931년 12월 21일에 동해주~연안 간이, 1932년 9월 1일에 연안~토성 간이 개통되었다.
연백평야의 농산물 수송을 위하여 건설되었는데, 모두 협궤로 되어 있었다. 동해주역에서 황해선(일명 沙海線)과, 해주에서 옹진선과 각각 연결된다.
2016년 현재, 례성강철교가 복구되기는 하였으나, 도로교로 복구되어 여전히 토성~배천온천 구간은 단절되어 있어, 배천선·황해청년선·옹진선의 전구간 또는 일부분으로 갈라져 있다.

## 역 목록
※ 1945년 기준
| 역명     | 한자 역명 | 역간 거리 | 영업 거리 | 접속노선 | 소재지        | 소재지        | 소재지 |
| -------- | --------- | --------- | --------- | -------- | ------------- | ------------- | ------ |
| 토성     | 土城      | 0.0       | 0.0       | 경의선   | 경기도 개풍군 | 경기도 개풍군 | 토성면 |
| 례성강   | 禮成江    | 6.9       | 6.9       |          | 경기도 개풍군 | 경기도 개풍군 | 서면   |
| 성호     | 星湖      | 5.3       | 12.2      |          | 황해도        | 연백군        | 은천면 |
| 배천온천 | 白川溫泉  | 5.0       | 17.2      |          | 황해도        | 연백군        | 은천면 |
| 홍현     | 紅峴      | 3.8       | 21.0      |          | 황해도        | 연백군        | 도촌면 |
| 무구     | 無仇      | 3.6       | 24.6      |          | 황해도        | 연백군        | 도촌면 |
| 연안온천 | 延安溫泉  | 4.0       | 28.6      |          | 황해도        | 연백군        | 호동면 |
| 연안     | 延安      | 5.5       | 34.1      |          | 황해도        | 연백군        | 연안읍 |
| 봉서     | 鳳西      | 5.7       | 39.8      |          | 황해도        | 연백군        | 봉서면 |
| 풍천     | 楓川      | 5.7       | 45.5      |          | 황해도        | 연백군        | 해룡면 |
| 천태     | 天臺      | 5.0       | 50.5      |          | 황해도        | 연백군        | 용도면 |
| 심계     | 深桂      | 4.7       | 55.2      |          | 황해도        | 연백군        | 용도면 |
| 청단     | 靑丹      | 3.5       | 58.7      |          | 황해도        | 벽성군        | 추화면 |
| 내성     | 來城      | 4.2       | 62.9      |          | 황해도        | 벽성군        | 내성면 |
| 천결     | 泉決      | 4.8       | 67.7      |          | 황해도        | 벽성군        | 영천면 |
| 영양     | 迎陽      | 6.6       | 74.3      |          | 황해도        | 벽성군        | 영천면 |
| 동해주   | 東海州    | 4.9       | 79.2      | 사해선   | 황해도        | 해주부        | 해주부 |
| 해주     | 海州      | 2.3       | 81.5      | 옹진선   | 황해도        | 해주부        | 해주부 |

## 참고 문헌
- 고쿠부 하야토(国分隼人, 2007년), 『장군님의 철도 - 북조선철도사정(将軍様の鉄道 北朝鮮鉄道事情)』, 신조사(新潮社), ISBN 9784103037316
- 鉄道省 編, 『鉄道停車場一覧. 昭和9年12月15日現在』, 1934, p445〜446